# Flassans-sur-Issole
Flassans-sur-Issole är en kommun i departementet Var i regionen Provence-Alpes-Côte d'Azur i sydöstra Frankrike. Kommunen ligger i kantonen Besse-sur-Issole som tillhör arrondissementet Brignoles. År 2022 hade Flassans-sur-Issole 3 661 invånare.

## Befolkningsutveckling
Antalet invånare i kommunen Flassans-sur-Issole
| Referens: INSEE |